# Vichren
De Vichren is de hoogste top van de Pirin in Bulgarije. Met 2914 meter is het de op een na hoogste top van Bulgarije na de Moesala en de op twee na hoogste top van de Balkan na de Moesala en de berg Olympus. De top ligt in het noordelijke deel van het Piringebergte. De makkelijkste route is vanaf de Vihren chalet (2000 m), via het zuiden. Andere routes omvatten die uit Banderitsa chalet (1800 m) of over de richel Koncheto uit het noorden. Een aantal meren Pirin bevinden zich rond de piek, net als Europa's meest zuidelijke glaciale massa, de Snezhnika Gletsjer.